# Várzea da Serra
Pour les articles homonymes, voir Várzea.
Várzea da Serra est une paroisse civile portugaise (en portugais : freguesia) de la municipalité de Tarouca dans le district de Viseu.

## Géographie
Várzea da Serra est dominée par la Serra de Santa Helena, au nord-est, qui culmine à plus de 1 100 mètres d'altitude et sépare la paroisse de Tarouca. Au sud-ouest, le Testos s'élève à 1 080 mètres.

## Démographie
Lors du recensement de 2021, Várzea da Serra compte 207 habitants. C'est alors la paroisse la moins peuplée de la municipalité de Tarouca.